# منطقة مرادي

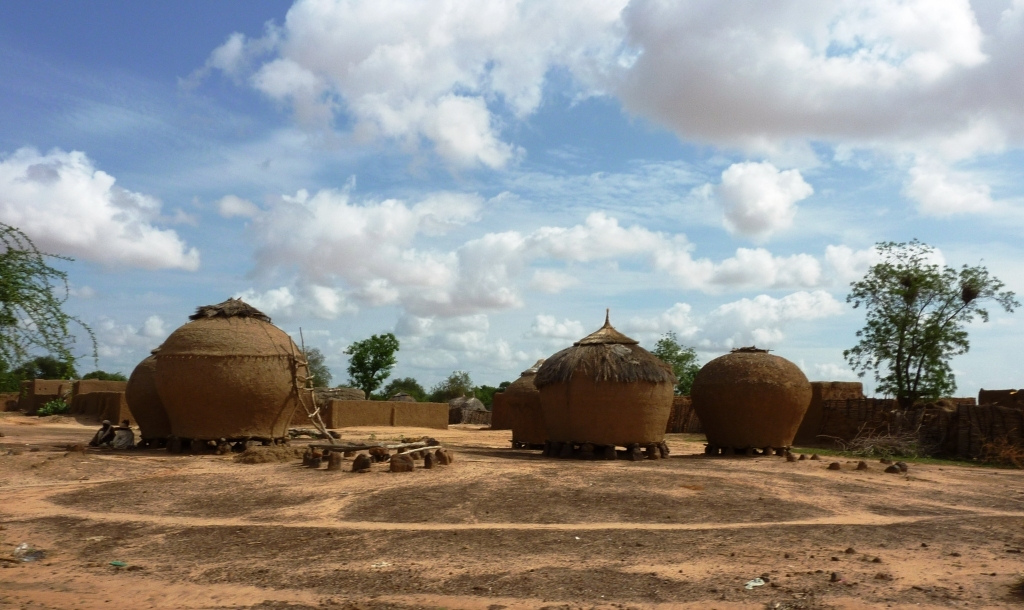
إحدى قرى مرادي

منطقة مارادي هي إحدى مناطق النيجر. غالبية سكانها من الهاوسا، تقع شرق منطقة تاهوا، وغرب منطقة زيندر شمال مدينة كانو، نيجيريا. مساحتها 38581 كم2.

## التقسيم الإداري

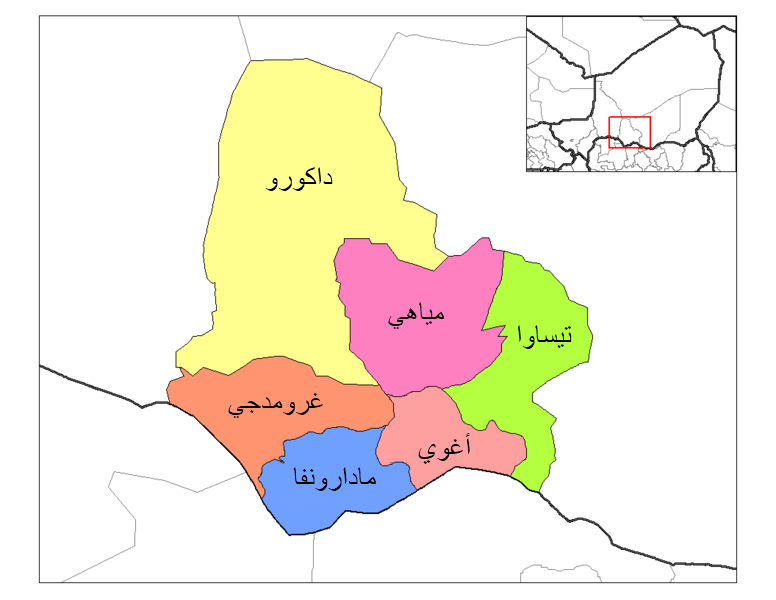
خريطة تقسيمات منطقة مرادي

تنقسم المنطقة لـ 6 أقسام تنقسم بدورها لـ 38 بلدية:
| القسم               | المركز الإداري | المساحة    | السكان (إحصاء 2012) | البلديات |
| ------------------- | -------------- | ---------- | ------------------- | -------- |
| أغوي                | أغوي           | 1،177 كم²  | 152،788 نسمة        | 2        |
| داكورو              | داكورو         | 10،730 كم² | 630،421 نسمة        | 10       |
| كيدان رومجي (رومجي) | كيدان رومجي    | 4,664 كم²  | 523،717 نسمة        | 5        |
| مادارونفا           | مادارونفا      | 3,666 كم²  | 448،863 نسمة        | 6        |
| مياهي               | مياهي          | 6,573 كم²  | 557,186 نسمة        | 8        |
| تساوة               | تساوة          | 5,240 كم²  | 515,852 نسمة        | 7        |